# Policarbonato
El policarbonato es un grupo de termoplásticos, fácil de trabajar, moldear y termoformar, utilizado ampliamente en la manufactura moderna. El nombre policarbonato, indica que se trata de un polímero que presenta grupos funcionales unidos por grupos de carbonato en una larga cadena. El policarbonato es un material de propiedades sintéticas. 
El monóxido de carbono ha sido usado para sintetizar carbonatos a escala industrial y producir carbonato, que luego se esterifica con un derivado de fenólico para obtener carbonatos poliaromáticos.
Los policarbonatos se pueden clasificar, de acuerdo a la síntesis del grupo carbonato, en carbonatos poliaromáticos y carbonatos poli alifáticos. Estos últimos son producto de la reacción del dióxido de carbono con epóxidos. Teniendo en cuenta la estabilidad termodinámica del dióxido de carbono, se requiere usar catalizadores.

## Historia
Los policarbonatos fueron desarrollados en la década de 1950 como resultado de las investigaciones que se estaban haciendo en la rama de los poliésteres.  
En 1955, el químico estadounidense D.W. Fox descubrió una masa transparente que se había formado en una de sus botellas de almacenamiento. Lo que no sabía Fox, era que H. Schnell (en Bayer) ya había descubierto el mismo plástico dos años antes. 
Se trata de un plástico amorfo y transparente, con una temperatura admisible de trabajo de hasta 135 °C, y muy buenas propiedades mecánicas y de tenacidad, buena resistencia química (salvo a los álcalis) y buena estabilidad dimensional. 
La producción industrial se inició en 1958. Independientemente de los avances alemanes por parte de H. Schnell, General Electric (EE.UU) también tuvo éxito en la fabricación de este nuevo material, conocido con el nombre de policarbonato.
Posteriormente, se ha desarrollado la gama del policarbonato celular o alveolar para su uso en construcción principalmente en techos que requiere el ingreso de iluminación pero con un alto desempeño como aislante térmico. Debido a sus características térmicas, es un producto que ha tomado gran popularidad en países de clima tropical y cálido como Brasil en Suramérica y Costa Rica en América Central.

## Propiedades
- Densidad: 1.3 g/cm³
- Rango de temperatura de uso: -40 °C a +130 °C
- Punto de fusión: apróx. 250 °C
- Índice de refracción: 1,585 ± 0,001
- Índice de transmisión lumínica: 10% ± 1%
- Combustibilidad limitada.

### Propiedades eléctricas
- Constante dieléctrica a 1 MHz 2,9
- Factor de Disipación a 1 MHz 0,01
- Resistencia Dieléctrica 15 - 67 kV/mm
- Resistividad Superficial 1015 Ω·m
- Resistividad de Volumen 1014 - 1016 Ω/cm³

### Propiedades mecánicas
- Alargamiento a la Rotura: 100-150%
- Coeficiente de Fricción: 0,31%
- Dureza - Rockwell: M70
- Módulo de Tracción: 2,3 - 2,4 GPa
- Relación de Poisson: 0,37
- Resistencia a la Abrasión - ASTM D1044: 10-15 mg/1000 ciclos
- Resistencia a la Compresión: >80 MPa
- Resistencia a la Tracción: 55-75 MPa
- Resistencia al Impacto Izod: 600-850 J/m
- Tensión de Fluencia / Límite Elástico: 65 MPa
- Se raya muy fácilmente y no tiene fácil reparación a diferencia del metacrilato.

### Propiedades físicas
- Absorción de agua - equilibrio: 0,35 %
- Absorción de agua - en 24 horas: 0,1 %
- Densidad: 1,20 g/cm³
- Índice de refracción: 1,584 - 1,586
- Índice de Oxígeno Límite: 5 - 27 %
- Inflamabilidad: V0-V2
- Número Abbe: 32,0 o
- Resistencia a los rayos ultra-violetas muy reducida.

### Propiedades térmicas
- Calor Específico: aprox. 1200 J/(K· kg)
- Coeficiente de Expansión Térmica: 65×10−6 - 70×10−6 K-1
- Conductividad Térmica a 23 °C: 0,19-0,22 W/(m·K)
- Temperatura Máxima de Utilización: 115 - 130 °C
- Temperatura Mínima de Utilización: -135 °C
- Temperatura de deflexión en Caliente - 0,45 MPa: 140 °C
- Temperatura de deflexión en Caliente - 1,8 MPa: 128 - 138 °C

### Propiedades ópticas
Transmisión luminosa total de luz (3 9
mm): 86%, ISO 48

### Propiedades acústicas
Aislamiento acústico (1mm): 24 dB

## Ventajas
- Resistencia al impacto extremadamente elevada.
- Gran transparencia.
- Resistencia y rigidez elevadas.
- Elevada resistencia a la deformación térmica.
- Elevada estabilidad dimensional, es decir, elevada resistencia a la fluencia.
- Buenas propiedades de aislamiento eléctrico.

## Desventajas
- Resistencia media a sustancias químicas.
- Sensibilidad al entallado y susceptibilidad a fisuras por esfuerzos.
- Sensibilidad a la hidrólisis.
- Poca resistencia a los rayos ultravioleta.

## Síntesis
La base de policarbonato, más conocido como un plástico de ingeniería, es el bisfenol. Este produce mediante la reacción de bisfenol A (BPA) y fosgeno. La reacción global se puede escribir como sigue:
El primer paso de la síntesis implica el tratamiento de bisfenol A con hidróxido de sodio, que desprotona los grupos hidroxilo (-OH) de los bisfenol A.
(HOC6H4)2CMe2  +  2 NaOH   →  (NaOC6H4)2CMe2  +  2 H2O
El difenoxido ((NaOC6H4)2CMe2) reacciona con fosgeno para dar un cloroformiato, que posteriormente es atacado por otro fenóxido. La reacción neta del difenoxido es:
(NaOC6H4)2CMe2  +  COCl2   →  1/n [OC(OC6H4)2CMe2]n  +  2 NaCl
De esta manera, aproximadamente mil millones de kilogramos de policarbonato se producen anualmente. Muchos otros dioles se han probado en lugar de bisfenol A; por ejemplo, El 1,1-bis (4-hidroxifenil)ciclohexano y la dihidroxibenzofenona. El ciclohexano se usa como un monómero para reprimir la tendencia de cristalización del producto derivado del BPA. El tetrabromobisfenol A se utiliza para mejorar la resistencia al fuego.

## Producción
El policarbonato se produce de distintas formas.
1. En forma de plancha. Encontramos una subdivisión:
- Compacto: es aquel utilizado en la construcción, tiene el deseo de obtener una gran transparencia en las superficies ya sean verticales como horizontales o hasta curvas. Tienen una gran elasticidad el cual nos permite conseguir una forma determinada. Este policarbonato es obtenido en forma de color gris, color castaño y a su vez transparente.
- Celular o Alveolar: es usado cuando la superficie no tiene que ser transparente obligatoriamente, es decir, que puede ser translúcida, es mucho más económico que el policarbonato compacto.

2. En forma de películas: se utiliza para recubrir productos fabricados normalmente con otros plásticos.

## Aplicaciones

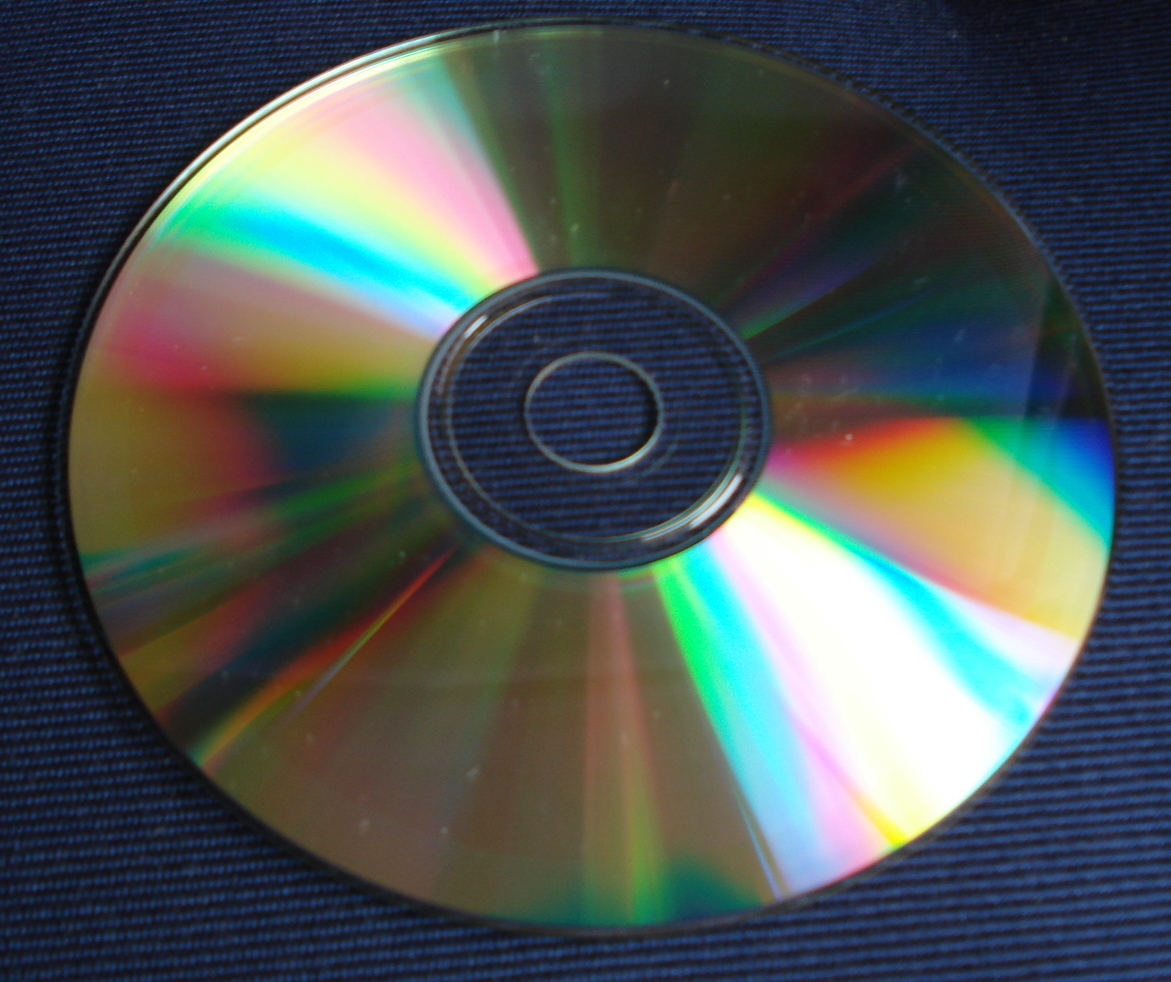
CD hecho de policarbonato.

El policarbonato empieza a ser muy común, tanto en los hogares como en la industria o en la arquitectura, por sus tres principales cualidades: gran resistencia a los impactos, a la temperatura (125 °C), así como a su transparencia. El policarbonato se usa en una gran variedad de campos:
- Alimenticio: bidones o garrafones para agua mineral.
- Arquitectura: cubiertas y cerramientos verticales en naves industriales y pabellones. Especialmente usada su versión de policarbonato celular o paneles.
- Agricultura: cubiertas de invernaderos, preferido por ser más resistente que el nailon y más barato que el vidrio.
- Juguetes: juguetes de alta resistencia sobre todo para niños de corta edad.
- Fotografía, cine e iluminación: usado en partes para las cámaras fotográficas, luces estroboscópicas, proyectores, visores, casetes, medidores de luz, cajas de interruptores, binoculares, microscopios y lentes para todo tipo de gafas (calidades especiales de alta calidad óptica).
- Material de oficina y elementos de la escritura: partes de los ordenadores y de las máquinas de escribir, bolígrafos y órganos de la pluma estilográfica, plantillas, reglas y otros instrumentos de geometría.
- Electrotécnica y Electrónica: se utilizan como materia prima para CD, DVD (para las gamas de calidades ópticas más altas se emplea PMMA), algunos componentes de los ordenadores, formadores de bobinas, deflectores, carcasas de transformadores, cajas de teléfono, cajas de interruptores, enchufes ligeros con luz fluorescente, enchufes normales y conectores.
- Ingeniería mecánica: componentes para los neumáticos, vasos de filtros,  cubiertas de protección, vivienda, filtros, válvulas, chasis, pulsadores y piezas para la máquina de coser.
- Transporte: cajas transmisoras de señales y discos de colores, señales de tráfico, motos de nieve, reflectores de los faros, indicadores, luces de emergencia, calefacción, ventilación de rejillas y cajas de fusibles.
- Seguridad: cristales antibalas y escudos antidisturbios de la policía.
- Maquinaria: lámina (hoja) especial para aislar ventanas, puertas, terrazas, salones con los requisitos de una seguridad especiales y protecciones industriales en todo tipo de maquinaria.
- Automoción: piezas en vehículos y ventanas irrompibles y antirrayado en coches de policía (calidad Saphir). Piezas de carrocería automotor, cúpulas para aeronáutica y embarcaciones, cascos (hellmets) de protección personal para motociclismo y cascos militares livianos.
- Moldes de Pastelería/chocolatería/bombonería: utilizados para la elaboración de bombones y figuras de chocolate. Se necesita una calidad especial apta para contacto alimentario. Normalmente se suele emplear PETG para esta aplicación.
- Fabricación de material de publicidad en el punto de venta PLV.

## Tratamiento del producto
El PC puede ser procesado por todos los métodos normales utilizados para termoplásticos.  
Un requisito previo para el procesamiento sin defectos, es un contenido de humedad de menos del 0,02 % y los compuestos de moldeo y productos semi-acabados debe preestablecer entre 4 y 24 horas a 120 °C/248 °F.

## Disponibilidad
Todos los policarbonatos comerciales, con la excepción de algunos de los últimos grados de propósito especial y las mezclas de polímeros, tienen la misma composición química.
Los grados para moldeo por inyección, extrusión, moldeo por soplado y moldeo por inyección y soplado, se complementan con proponer grados no tóxicos especiales, grados de plástico seudo y grados y productos reforzados con fibra de vidrio para el moldeo por inyección de espuma integral. Toda la gama está disponible en formulaciones naturales y de color.
PC se suministra en forma de gránulos en recipientes herméticos. Productos semielaborados que incluyen planchas compactas de doble o triple pared separados por una varilla de sección redonda.

## Compatibilidad química del policarbonato ante diversos compuestos químicos
- Ácidos: No causan efectos en condiciones de temperatura y concentración normales.
- Alcohol: Generalmente no causan problemas a bajas concentraciones y temperatura ambiente. Altas temperaturas y concentraciones resultan perjudiciales para el material.
- Álcalis: Generalmente no causan problemas a bajas concentraciones y temperatura ambiente. Altas temperaturas y concentraciones resultan perjudiciales para el material.
- Hidrocarbonatos alifáticos: Generalmente compatibles.
- Aminas: Causan ataque químico. Evitar.
- Detergentes y agentes de limpieza: Soluciones de jabón neutro son compatibles, materiales fuertemente alcalinos deben ser evitados.
- Ésteres: Solventes parciales, causan cristalización parcial. Evitar.
- Aceites y grasas: Derivados de petróleo puro generalmente son compatibles, pero los aditivos usados en ellos no lo son.
- Hidrocarbonatos Halogenados. Son solventes. Evitar.
- Cetonas: Son solventes. Evitar.
- Aceite de siliconas y grasas: Generalmente compatibles hasta 85 °C algunos contienen hidrocarbonatos aromáticos que deben ser evitados.
- Hidrocarbonatos: Solventes parciales. Causadores de estrés.
- Aromáticos: Cracking. Evitar.

## Reciclaje
Se han llevado a la práctica experiencias para recuperar el policarbonato de CD y botellas de leche y agua, transformándolos a través de su bajo ciclaje en productos de baja calidad, como cajas o aplicaciones en la construcción; o bien mezclarlo en cantidades determinadas con material virgen y obtener productos de más calidad como botellas. Bayer AG realiza el reciclado de discos ópticos y de bidones de agua en policarbonato siguiendo una serie de pasos, para la separación de los materiales metálicos y los distintos tipos de plásticos que puedan llevar como tapones, pegatinas. Esos residuos de policarbonato se mezclan con nueva granza y se le añaden los aditivos que hagan falta para la obtención de nuevos productos de calidad controlada. La principal limitación de este proceso son los colorantes que llevara añadido el residuo y que lo pueden hacer no válido para algunas aplicaciones en las que se utiliza como productos de electrónica. De momento este proceso no resulta muy ventajoso económicamente.
No obstante, en los últimos tiempos ha aumentado el esfuerzo para mejorar el proceso de reciclaje, más complicado que en otros termoplásticos dadas sus excelentes propiedades físicas y químicas. Los procesos de reciclaje más utilizados son el reciclado mecánico y el reciclado químico o termoquímico (pirólisis). Actualmente existen policarbonato celulares utilizados para construcción fabricados con policarbonato regenerado. 